# Тит Секстій Магій Латеран (консул 197 року)
Тит Секстій Магій Латеран (лат. Titus Sextius Magius Lateranus; ? — після 197) — державний та військовий діяч Римської імперії, ординарний консул 197 року.

## Життєпис
Походив з роду нобілів Секстіїв. Син Тита Секстія Латерана, консула 154 року. Підтримав Септимія Севера під час боротьби за владу. Тоді ж став легатом. У 195 році як дукс (очільник прикордонних провінції) брав участь у війні із Парфією, відзначився при захоплені північної Месопотамії. У 197 році призначено консулом разом з Луцієм Куспієм Руфіном. За його розпорядженням у Римі побудовано палац, який надалі став резиденцією римських пап.